# جغد کوتوله آهنی‌رنگ
جغد کوتوله آهنی‌رنگ (نام علمی: Glaucidium brasilianum) نام یک گونه از سرده جغد کوتوله است.